# Jaime Montaner Roselló
Jaime Montaner Roselló (Huelva, 13 de febrero de 1946) es un político español del PSOE, consejero de la Junta de Andalucía entre 1979 y 1994.

## Biografía
Es titulado en Arquitectura y es especialista en edificación. Ingresó en el PSOE y en la UGT, estuvo en las listas al Congreso de los Diputados por la provincia de Huelva, pero no logró escaño. 
En 1979, fue elegido senador por esa misma circunscripción, cargo que ostentó hasta 1982. En 1979 Rafael Escuredo lo nombró ese mismo año consejero de Política Territorial, cargo que ocupó hasta 1990, aunque con diferentes nombres; Política Territorial (1979-1982), Política Territorial e Infraestructuras (1982-1986), Política Territorial y Energía (1986-1990). 
En 1990, Manuel Chaves lo nombra consejero de Economía y Hacienda de la Junta de Andalucía, cargo que ostenta hasta 1994. Después fue presidente de Cartuja 93 y del Consejo de Administración de la Universidad de Huelva hasta 1997 y coordinador general de Costa Ballena en Rota entre 1997 y 1998. Ha sido diputado autonómico entre 1982 y 1986 por la provincia de Huelva y entre 1986 y 1994 por la provincia de Sevilla.